# Iulie 2002
Acest articol este generat integral pe baza informațiilor din articolul 2002 și este actualizat periodic de un robot.
 Editările făcute în articol vor fi șterse la următoarea actualizare! Dacă doriți să faceți modificări, editați articolul-sursă.

ianuarie -
februarie -
martie -
aprilie -
mai -
iunie -
iulie -
august -
septembrie -
octombrie -
noiembrie -
decembrie
Iulie 2002 a fost a șaptea lună a anului și a început într-o zi de luni.

## Evenimente

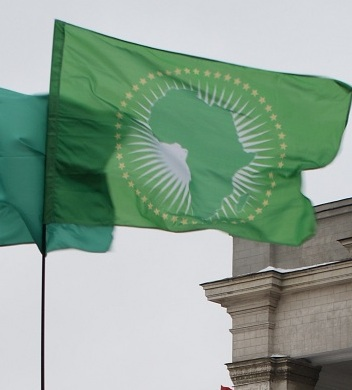
Drapelul Uniunii Africane

- 9 iulie: Organizația Unității Africane este desființată și înlocuită cu Uniunea Africană.

## Decese
- 1 iulie: Pius Brânzeu, 91 ani, medic chirurg român, membru al Academiei Române (n. 1911)
- 1 iulie: Mihail Krug, 40 ani, cântăreț rus (n. 1961)
- 1 iulie: Pius Brânzeu, chirurg român (n. 1911)
- 3 iulie: Kenneth Ross MacKenzie, 90 ani, fizician american (n. 1912)
- 3 iulie: Alexandru Smochină, 87 ani, jurist și deținut politic român (n. 1915)
- 3 iulie: Irina Nicolau, 56 ani, folcloristă, eseistă română (n. 1946)
- 4 iulie: Laurent-Moise Schwartz, 87 ani, matematician francez (n. 1915)
- 6 iulie: John Michael Frankenheimer, 72 ani, regizor de film, american (n. 1930)
- 8 iulie: Pavel Bechet, 45 ani, actor din R. Moldova (n. 1957)
- 8 iulie: Costică Rădulescu, 68 ani, antrenor român de fotbal (n. 1934)
- 9 iulie: Rod Steiger, 77 ani, actor american (n. 1925)
- 9 iulie: Madron Seligman (Madron Richard Seligman), 83 ani, politician britanic (n. 1918)
- 10 iulie: Paul Ioachim, 71 ani, actor român, dramaturg, director de teatru (n. 1930)
- 13 iulie: Benny Peled (n. Benjamin Weidenfeld), 73 ani, general israelian (n. 1928)
- 15 iulie: György Fehér, 63 ani, regizor și scenarist maghiar (n. 1939)
- 16 iulie: John Cocke, 77 ani, informatician american (n. 1925)
- 17 iulie: Gabriela Manole-Adoc, 76 ani, sculptoriță română (n. 1926)
- 18 iulie: Kyoko Togawa, 37 ani, actriță și cântăreață japoneză (n. 1964)
- 23 iulie: Leo McKern, 82 ani, actor australian (n. 1920)
- 23 iulie: William Luther Pierce, 68 ani, naționalist american (n. 1933)
- 23 iulie: Katya Paskaleva, 56 ani, actriță bulgară de teatru și film (n. 1945)
- 24 iulie: Maurice Denham (William Maurice Denham), 92 ani, actor englez (n. 1909)
- 25 iulie: Alexandru Rațiu, 86 ani, preot greco-catolic român (n. 1916)
- 27 iulie: Ronald Brown (Ronald William Brown), 80 ani, politician britanic (n. 1921)
- 27 iulie: Ronald Brown, politician britanic (n. 1921)
- 28 iulie: Aurelian Gulan, 80 ani, militar român (n. 1922)
- 28 iulie: Archer Martin (Archer John Porter Martin), 92 ani, chimist britanic, laureat al Premiului Nobel (1952), (n. 1910)
- 31 iulie: Elena Curelaru, 80 ani, poetă si pictoriță română (n. 1922)